# Mediasia macrophylla
Mediasia macrophylla är en flockblommig växtart som först beskrevs av Eduard August von Regel och Johannes Theodor Schmalhausen, och fick sitt nu gällande namn av Pimenov. Mediasia macrophylla ingår i släktet Mediasia och familjen flockblommiga växter. Inga underarter finns listade i Catalogue of Life.